# Dècada del 800 aC
La dècada del 800 aC comprèn el període que va des de l'1 de gener del 809 aC fins al 31 de desembre del 800 aC.

## Esdeveniments
- Fi de l'edat fosca grega i principi de l'època arcaica a Grècia.
- 804 aC: Adadnirari III d'Assíria conquereix Damasc.
- Inici del període anomenat Hallstatt C-D que correspon al que es coneix a Europa central com a primera Edat del ferro (fins a 450 aC.).